# Ровдинский район
Ро́вдинский райо́н — упразднённый район в составе Северного края, Северной области и Архангельской области РСФСР.

## История
15 июля 1929 года Президиумом ВЦИК было введено районирование Северного края. Из Пуйской и Паденьгской волостей Шенкурского уезда был образован Ровдинский район, вошедший в состав Няндомского округа. 30 июля 1930 года Няндомский округ был упразднён, район отошёл в прямое подчинение Северного края.
В 1931 году в состав Ровдинского района были переданы из Вельского района — Низовский второй сельский совет (переименован в Низовский сельсовет), из Няндомского района — Верхопуйский сельский совет.
Постановлением президиума Севкрайисполкома от 31 июля 1931 года Ровдинский район был упразднён с передачей всех 19 сельских советов в состав Шенкурского района. В 1935 году Ровдинский район был восстановлен в прежнем составе постановлением президиума ВЦИК от 25 января 1935 года и постановлением президиума Севкрайисполкома от 2 февраля 1935 года.
Окончательно упразднён Указом Президиума Верховного Совета РСФСР от 11 сентября 1959 года с передачей территории в состав Шенкурского и Вельского районов.

## Демография
В 1929 году на территории Ровдинского района, площадью около 5,2 тыс. км² насчитывалось 363 населённых пункта. В них проживало 32,2 тыс. человек (по данным переписи 1926 года). В 1939 году на территории Ровдинского района, площадью в 6,7 тыс. км² в 412 населённых пунктах 21 сельского совета проживало 24,6 тыс. человек.

## Административное деление
В 1929 году в Ровдинском районе было 19 сельсоветов: 
- Благовещенский сельский совет
- Верхопаденьгский сельский совет
- Верхосуландский сельский совет
- Воскресенский сельский совет
- Глубоковский сельсовет
- Игнатовский сельский совет
- Липовский сельсовет
- Михайловский сельский совет
- Нижнепуйский сельский совет
- Остахинский сельский совет
- Паденьгский сельский совет
- Попо-Наволоцкий сельский совет
- Поташевский сельский совет
- Пуйский сельский совет
- Ровдинский сельский совет
- Суландский сельский совет
- Усть-Паденьгский сельский совет
- Усть-Пуйский сельский совет
- Шереньгский сельский совет

## Упразднение
Ровдинский район был упразднён указом президиума Верховного Совета РСФСР от 11 сентября 1959 года и решением облисполкома от 15 сентября 1959 года с передачей сельсоветов в состав Вельского и Шенкурского районов: 
- в состав Вельского района — Благовещенский, Верхопуйский, Игнатовский, Липовский, Низовский, Попо-Наволоцкий и Пуйский сельсоветы
- в состав Шенкурского района — Верхопаденьгский, Михайловский, Паденьгский, Суландский, Усть-Паденьгский и Усть-Пуйский сельсоветы.